# Liste des conseillers généraux des Yvelines
Pour un article plus général, voir Conseil général des Yvelines.
Cet article dresse la liste des conseillers départementaux des Yvelines jusque 2015. À partir de 2015, voir la liste des conseillers départementaux des Yvelines

## Composition duconseil général des Yvelines(39 sièges)
| Parti                                       | Sigle | Élus |
| ------------------------------------------- | ----- | ---- |
| Opposition - 11 sièges                      |       |      |
| Parti Communiste Français                   | PCF   | 1    |
| Mouvement républicain et citoyen            | MRC   | 1    |
| Parti Socialiste                            | PS    | 7    |
| Divers gauche                               | DVG   | 1    |
| Europe Écologie Les Verts                   | EELV  | 1    |
| Majorité - 28 sièges                        |       |      |
| Union des démocrates et indépendants        | UDI   | 2    |
| Centre national des indépendants et paysans | CNIP  | 1    |
| Union pour un mouvement populaire           | UMP   | 18   |
| Divers droite                               | DVD   | 5    |
| Parti Chrétien Démocrate                    | PCD   | 2    |
| Président du conseil général                |       |      |
| Pierre Bédier (UMP)                         |       |      |

## Liste des conseillers généraux des Yvelines
| Canton                                  | Circ  | Conseiller général   | Parti | Parti | Série |
| --------------------------------------- | ----- | -------------------- | ----- | ----- | ----- |
| Arrondissement de Mantes-la-Jolie       |       |                      |       |       |       |
| Canton d'Aubergenville                  | 9     | Laurent Richard      |       | UMP   | 2011  |
| Canton de Bonnières-sur-Seine           | 9     | Didier Jouy          |       | UMP   | 2008  |
| Canton de Guerville                     | 9     | Maryse Di Bernardo   |       | DVD   | 2011  |
| Canton de Houdan                        | 9     | Josette Jean         |       | UMP   | 2011  |
| Canton de Limay                         | 8     | Jacques Saint-Amaux  |       | PCF   | 2011  |
| Canton de Mantes-la-Jolie               | 8     | Pierre Bédier        |       | UMP   | 2011  |
| Canton de Mantes-la-Ville               | 8     | André Sylvestre      |       | PS    | 2008  |
| Canton de Meulan                        | 7-9   | Michel Vignier       |       | PS    | 2008  |
| Arrondissement de Rambouillet           |       |                      |       |       |       |
| Canton de Chevreuse                     | 2     | Yves Vandewalle      |       | UMP   | 2008  |
| Canton de Maurepas                      | 10-11 | Ismaïla Wane         |       | PS    | 2008  |
| Canton de Montfort-l'Amaury             | 10    | Hervé Planchenault   |       | UMP   | 2011  |
| Canton de Rambouillet                   | 10    | Christine Boutin     |       | PCD   | 2008  |
| Canton de Saint-Arnoult-en-Yvelines     | 10    | Jean-Louis Barth     |       | DVG   | 2011  |
| Arrondissement de Saint-Germain-en-Laye |       |                      |       |       |       |
| Canton d'Andrésy                        | 7     | Joël Tissier         |       | EELV  | 2011  |
| Canton de la Celle-Saint-Cloud          | 3     | Olivier Delaporte    |       | UMP   | 2011  |
| Canton de Chatou                        | 4     | Ghislain Fournier    |       | UMP   | 2008  |
| Canton de Conflans-Sainte-Honorine      | 7     | Fanny Ervera         |       | PS    | 2011  |
| Canton de Houilles                      | 4     | Alexandre Joly       |       | DVD   | 2008  |
| Canton de Maisons-Laffitte              | 5     | Joël Desjardins      |       | DVD   | 2008  |
| Canton de Marly-le-Roi                  | 4     | Pierre Lequiller     |       | UMP   | 2011  |
| Canton du Pecq                          | 6     | Daniel Level         |       | UMP   | 2011  |
| Canton de Poissy-Nord                   | 2     | Jean-François Raynal |       | UMP   | 2008  |
| Canton de Poissy-Sud                    | 1     | Karl Olive           |       | DVD   | 2011  |
| Canton de Saint-Germain-en-Laye-Nord    | 6     | Maurice Solignac     |       | UMP   | 2008  |
| Canton de Saint-Germain-en-Laye-Sud     | 6     | Philippe Pivert      |       | UDI   | 2011  |
| Canton de Saint-Nom-la-Bretèche         | 3     | Michel Colin         |       | UDI   | 2008  |
| Canton de Sartrouville                  | 5     | Pierre Fond          |       | UMP   | 2011  |
| Canton de Triel-sur-Seine               | 7     | Philippe Tautou      |       | UMP   | 2008  |
| Canton du Vésinet                       | 5     | Jean-François Bel    |       | UMP   | 2011  |
| Arrondissement de Versailles            |       |                      |       |       |       |
| Canton du Chesnay                       | 3     | Philippe Brillault   |       | CNIP  | 2011  |
| Canton de Montigny-le-Bretonneux        | 2     | François Deligné     |       | PS    | 2008  |
| Canton de Plaisir                       | 2     | Jean-Michel Gourdon  |       | PS    | 2011  |
| Canton de Saint-Cyr-l'Ecole             | 11    | Jean-Philippe Mallé  |       | PS    | 2011  |
| Canton de Trappes                       | 11    | Jeanine Mary         |       | PS    | 2008  |
| Canton de Vélizy-Villacoublay           | 2     | Joël Loison          |       | UMP   | 2008  |
| Canton de Versailles-Nord               | 1     | Alain Schmitz        |       | UMP   | 2008  |
| Canton de Versailles-Nord-Ouest         | 1     | Olivier de La Faire  |       | PCD   | 2011  |
| Canton de Versailles-Sud                | 2     | Marie-Hélène Aubert  |       | DVD   | 2011  |
| Canton de Viroflay                      | 1     | Olivier Lebrun       |       | DVD   | 2008  |